# Barranquitas
Barranquitas è una città di Porto Rico situata nella regione centrale dell'isola. L'area comunale confina a nord con Corozal e Naranjito, a est con Comerío e Cidra, a sud con Aibonito e Coamo e a ovest con Orocovis. Il comune, che fu fondato nel 1803, oggi conta una popolazione di quasi 30 000 abitanti ed è suddiviso in 7 circoscrizioni (barrios).